# Кардозу, Нуну
Нуну Кардозу (порт. Nuno Cardoso; род. 31 октября 1961, Пезу-да-Регуа) — государственный и политический деятель Португалии.

## Биография
Учился на инженерном факультете Университета Порту, имеет степень лиценциата. Работал ассистентом по предмету территориального планирования на том же факультете. В 1990 году был приглашен мэром Порту Фернанду Гомешем на должность советника. Нуну Кардозу отвечал за новую транспортную стратегию города и участвовал в проектировании метрополитена Порту. В 1996 году был назначен председателем «Águas do Douro e Paiva». Когда Фернандо Гомеш перешел работать в правительство, Нуно Кардозу сменил его во главе Порту в период с 1999 по 2002 год. Нуну Кардозу был вовлечен в несколько конфликтов относительно строительства объектов в городе.
22 июня 2009 года был приговорен к трем годам лишения свободы условно за должностные преступления. Наказание связано с тем, что в 2001 году Нуну Кардозу подписал документы о том, чтобы с Боавишты снять штраф за строительство без лицензии. В феврале 2010 года его стали судить по подозрению в нанесении ущерба государственной казне не менее, чем на 2,5 миллиона евро в ходе сделки по строительству. 10 ноября 2010 года вместе с тремя должностными лицами футбольного клуба «Порту» и двумя бывшими техническими специалистами из муниципалитета был оправдан за участие в коммерческой деятельности. Был независимым кандидатом на пост мэра Порту на муниципальных выборах 2013 года.